# Liste der Kulturdenkmale im Landkreis Leipzig

Karte des Landkreises Leipzig

In der Liste der Kulturdenkmale im Landkreis Leipzig sind die Kulturdenkmale im Landkreis Leipzig aufgelistet. Grundlage der Einzellisten sind die in den jeweiligen Listen angegebenen Quellen. Die Anmerkungen sind zu beachten.
Diese Liste ist eine Teilliste der Liste der Kulturdenkmale in Sachsen und je nach Anzahl der Kulturdenkmale in den Städten und Gemeinden in 30 Teillisten aufgeteilt. Dabei richtet sich die Aufteilung nach der Gliederung im Landkreis, welche derzeit aus 4 Großen Kreisstädten, 15 Städten und 11 Gemeinden besteht.

## Aufteilung
Wegen der großen Anzahl von Kulturdenkmalen im Landkreis Leipzig ist diese Liste in Teillisten nach den Städten und Gemeinden aufgeteilt.
| - Bad Lausick - Ballendorf - Beucha - Buchheim - Ebersbach - Etzoldshain | - Glasten - Kleinbeucha - Lauterbach - Steinbach - Stockheim - Thierbaum |

| - Belgershain - Köhra | - Rohrbach - Threna |

| - Bennewitz - Altenbach - Bach - Deuben - Grubnitz - Leulitz | - Nepperwitz - Neuweißenborn - Pausitz - Rothersdorf - Schmölen - Zeititz |

| - Böhlen - Gaulis | - Großdeuben |

| - Borna - Eula - Gestewitz - Haubitz - Kesselshain | - Neukirchen - Thräna - Wyhra - Zedtlitz |

| - Borsdorf - Cunnersdorf | - Panitzsch - Zweenfurth |

| - Brandis - Beucha | - Polenz |

| - Colditz - Bockwitz - Collmen - Commichau - Erlbach - Erlln - Hausdorf - Hohnbach - Kaltenborn - Koltzschen - Lastau - Leisenau - Maaschwitz (keine) | - Meuselwitz - Möseln - Podelwitz - Raschütz - Schönbach - Sermuth - Skoplau - Tanndorf - Terpitzsch - Zollwitz - Zschadraß - Zschetzsch - Zschirla |

| - Elstertrebnitz |

| - Kulturdenkmale in Frohburg - Altmörbitz - Benndorf - Bubendorf - Dolsenhain - Eckersberg - Elbisbach - Eschefeld - Flößberg - Frankenhain - Frauendorf - Gnandstein - Greifenhain - Hopfgarten - Jahnshain | - Kohren-Sahlis - Linda - Meusdorf - Nenkersdorf - Pflug - Prießnitz - Roda - Rüdigsdorf - Schönau - Streitwald - Tautenhain - Terpitz - Trebishain - Walditz - Wüstenhain |

| - Geithain - Bruchheim - Kolka - Narsdorf - Nauenhain - Niedergräfenhain - Niederpickenhain | - Oberpickenhain - Ossa - Rathendorf - Syhra - Theusdorf - Wickershain - Wenigossa |

| - Groitzsch - Altengroitzsch - Audigast - Auligk - Berndorf - Brösen - Cöllnitz - Droßkau - Gatzen - Großpriesligk - Großstolpen - Hemmendorf - Hohendorf - Kleinhermsdorf - Kleinprießligk | - Langenhain - Löbnitz-Bennewitz - Maltitz - Methewitz - Michelwitz - Nehmitz - Obertitz - Oellschütz - Pautzsch - Pödelwitz - Saasdorf - Schnaudertrebnitz - Wischstauden - Groitzsch - Groitzsch |

| - Großpösna - Dreiskau-Muckern - Gruna | - Güldengossa - Seifertshain - Störmthal |

| - Kitzscher - Braußwig - Dittmannsdorf | - Hainichen - Thierbach - Trages |

| - Dornreichenbach - Falkenhain - Frauwalde - Großzschepa - Heyda - Hohburg - Kleinzschepa - Körlitz - Kühnitzsch | - Lüptitz - Mark Schönstädt - Meltewitz - Müglenz - Thammenhain - Voigtshain - Watzschwitz - Zschorna |

| - Machern - Dögnitz - Gerichshain | - Lübschütz - Plagwitz - Püchau |

| - Markkleeberg - Auenhain - Gaschwitz - Gautzsch | - Großstädteln - Oetzsch - Wachau - Zöbigker |

| - Markranstädt - Albersdorf - Altranstädt - Döhlen - Frankenheim - Gärnitz - Göhrenz - Großlehna - Kulkwitz | - Lindennaundorf - Meyhen - Priesteblich - Quesitz - Räpitz - Schkeitbar - Schkölen - Seebenisch - Thronitz |

| - Naunhof - Albrechtshain - Ammelshain - Eicha | - Erdmannshain - Fuchshain - Lindhardt |

| - Neukieritzsch - Deutzen - Großzössen - Kahnsdorf | - Kieritzsch - Lippendorf - Lobstädt |

| - Otterwisch | - Großbuch |

| - Grethen - Großsteinberg | - Klinga - Pomßen |

| - Pegau - Eisdorf - Großschkorlopp - Großstorkwitz - Kitzen - Kleinschkorlopp - Löben - Peißen | - Scheidens - Seegel - Sittel - Thesau - Weideroda - Werben - Wiederau |

| - Regis-Breitingen - Hagenest | - Ramsdorf |

| - Rötha - Espenhain - Mölbis | - Oelzschau - Pötzschau |

| - Thallwitz - Böhlitz - Canitz - Kollau - Lossa | - Nischwitz - Röcknitz - Wasewitz - Zwochau |

| - Trebsen/Mulde - Altenhain | - Neichen - Seelingstädt |

| - Wurzen (A–J) - Wurzen (K–Z) - Burkartshain - Dehnitz - Kornhain - Kühren - Mühlbach - Nemt | - Nitzschka - Oelschütz - Pyrna - Roitzsch - Sachsendorf - Trebelshain - Wäldgen |

| - Zwenkau - Großdalzig - Kleindalzig - Löbschütz | - Rüssen-Kleinstorkwitz - Tellschütz - Zitzschen |